# 芒格阿尔韦德
芒格阿尔韦德（Mangalvedhe），是印度马哈拉施特拉邦Solapur县的一个城镇。总人口21694（2001年）。

## 人口
该地2001年总人口21694人，其中男性11224人，女性10470人；0—6岁人口2863人，其中男1557人，女1306人；识字率68.07%，其中男性为75.71%，女性为59.89%。